# Напруженість Габбла
Напруженість Габбла (Hubble tension) - розбіжність сталої Габбла (параметр історично носить назву "сталої", хоча не є нею), що виникла в результаті різних підходів до її вимірювання. Дана розбіжність не пов'язана зі змінністю параметра в часі, яка слідує із розв'язків загальної теорії відносності, що були отримані Фрідманом, а зумовлена виключно методом яким її було виміряно.
Закон Габбла має наступний вигляд:
{\displaystyle v=H_{0}\cdot D}
де
- {\displaystyle v} - швидкість віддалення галактик від нас в кілометрах на секунду (км/с);
- {\displaystyle D} - відстань до об'єкта (як правило галактики), що вимірюється в мегапарсеках (Мпк);
- {\displaystyle H_{0}} або {\displaystyle H}- параметр Габбла (індекс 0 був використаний Фрідманом під час отримання розв'язків і означає величину в даний момент часу). Дана величина має розмірність км/с/Мпк, та є однаковою у всіх точках Всесвіту, але тільки у визначений момент часу.

## Спостереження параметрів
Строго кажучи, ні {\displaystyle v}, ні {\displaystyle D} у формулі не можна безпосередньо спостерігати, тому що вони є теперишніми властивостями галактики, тоді як наші спостереження стосуються галактики в минулому, у той час, коли світло, яке ми зараз бачимо, залишило її.
Для відносно близьких галактик (червоне зміщення {\displaystyle z} набагато менше одиниці) {\displaystyle v} і {\displaystyle D} не сильно зміняться, і {\displaystyle v} можна оцінити за формулою {\displaystyle v=c\cdot z}, де  {\displaystyle c} — швидкість світла. Це дає емпіричне співвідношення, знайдене Габблом.
Для далеких галактик {\displaystyle v} (або {\displaystyle D}) не можна обчислити за допомогою {\displaystyle z} без визначення детальної моделі того, як {\displaystyle H} змінюється з часом. Червоне зміщення навіть не пов’язане безпосередньо зі швидкістю спаду в момент виходу світла, але воно має просту інтерпретацію: {\displaystyle (1+z)} — це коефіцієнт, на який розширився Всесвіт, поки фотон рухався до спостерігача.

## Загальні відомості про вимірювання сталої Габбла

Вимірювання з ранніх і пізніх спостережень. Сині точки позначають оцінки з аналізу даних реліктового випромінювання. Червоні точки позначають значення, виміряні за допомогою локальних стандартних свічок.

Як відомо стала Габбла показує на скільки швидко розширюється Всесвіт. Першу якісну оцінку даного параметру зробив Габбл (хоча даний коефіцієнт проворційності був вперше відкритий Жоржем Леметром) і вона склала приблизно 500 км/с, що відрізняється від сучасних оцінок в 6-7 разів. Для своїх дослідів Габбл використовував дані для 24 галактик, відстань до яких була оцінена з недостатньою точністю, що й призвело до подібного відхилення.
Відомо, що для вимірювання відстаней до об'єктів можна використовувати стандартні свічки типу цефеїд. Саме їх Габбл використовував для розрахунку сталої, але він не знав, що існують різні типи цефеїд, та деякі з них не підпорядковуються єдиній залежності період-світність. Надалі даний факт було враховано і взагалі знайдено інші "стандартні свічки", які мають достатньо малі похибки та можуть використовуватись для різних відстаней.
Протягом більшої частини другої половини 20 століття значення {\displaystyle H_{0}} було оцінено між 50 і 90 км/с/Мпк. По-факту, саме вимірювання відстані до об'єктів, що використовуються для оцінки сталої вносять найбільшу похибку у її визначення. Враховуючи ΛCDM-модель, спостереження кластерів із високим червоним зсувом у рентгенівських і мікрохвильових випромінюваннях за допомогою ефекту Сюняєва–Зельдовича, вимірювання анізотропії в космічному мікрохвильовому фоновому випромінюванні та оптичні дослідження дали значення приблизно 50–70 км/с/Мпк.
Зовсім недавно вчені використовували вимірювання реліктового (фонове мікрохвильове світіння, яке утворилося, коли Всесвіту було лише 380 000 років) випромінювання, що отримані на КА "Planсk" для визначення постійної Хаббла. Проблема використання цього методу полягає в тому, що його результат залежить від використовуваних космологічних моделей. Вимірювання високої точності за допомогою космічного телескопа Джеймса Вебба в 2023 році підтвердило попередні спостереження космічного телескопа Хаббла, які дали постійну Хаббла приблизно {\displaystyle H_{0}} = 74 (км/с)/Мпк.

## Суть напруженості
Всі методи та способи виміряти сталу Габбла в цілому можна поділити на два ідеологічно різні підходи:
- Методи раннього Всесвіту - один із способів отримати постійну Хаббла покладається на реліктове випромінювання. Такі космічні апарати як: Планк, WMAP, виміряли мікрохвильовий фон, забезпечивши детальний знімок того, як матерія та енергія були розподілені в ранньому Всесвіті, а також фізику, яка ними керувала. Використовуючи ΛCDM-модель, космологи можуть математично промоделювати Всесвіт, який зароджується, як це видно в реліктовому випромінюванні, і передбачити, якою має бути сьогоднішня стала Хаббла. Згідно з цим методом стала Габбла приблизно склала {\displaystyle H_{0}=67,66\pm 0,42} км/с/Мпк. Зрозуміло, що отриманий результат в даному випадку дуже залежить вже не від виміряної відстані до об'єктів, а від припущень які наявні в лямбда-моделі.
1. Баріонно акустичні осциляції - в якому аналізуються розподіл та флуктуаціі густини баріонної матерії на великих масштабах, що викликані акустичними хвилями, що виникли в первинній плазмі ранішнього Всесвіту.
2. Космічне мікрохвильове випромінювання - як було описано вище, аналізуються флуктуації температури та поляризації реліктового випромінювання. Яке далі використовують для моделювання еволюції Всесвіту за допомогою моделі Лямбда-CDM. Стабла Габбла в такому разі визначається як параметр моделі.

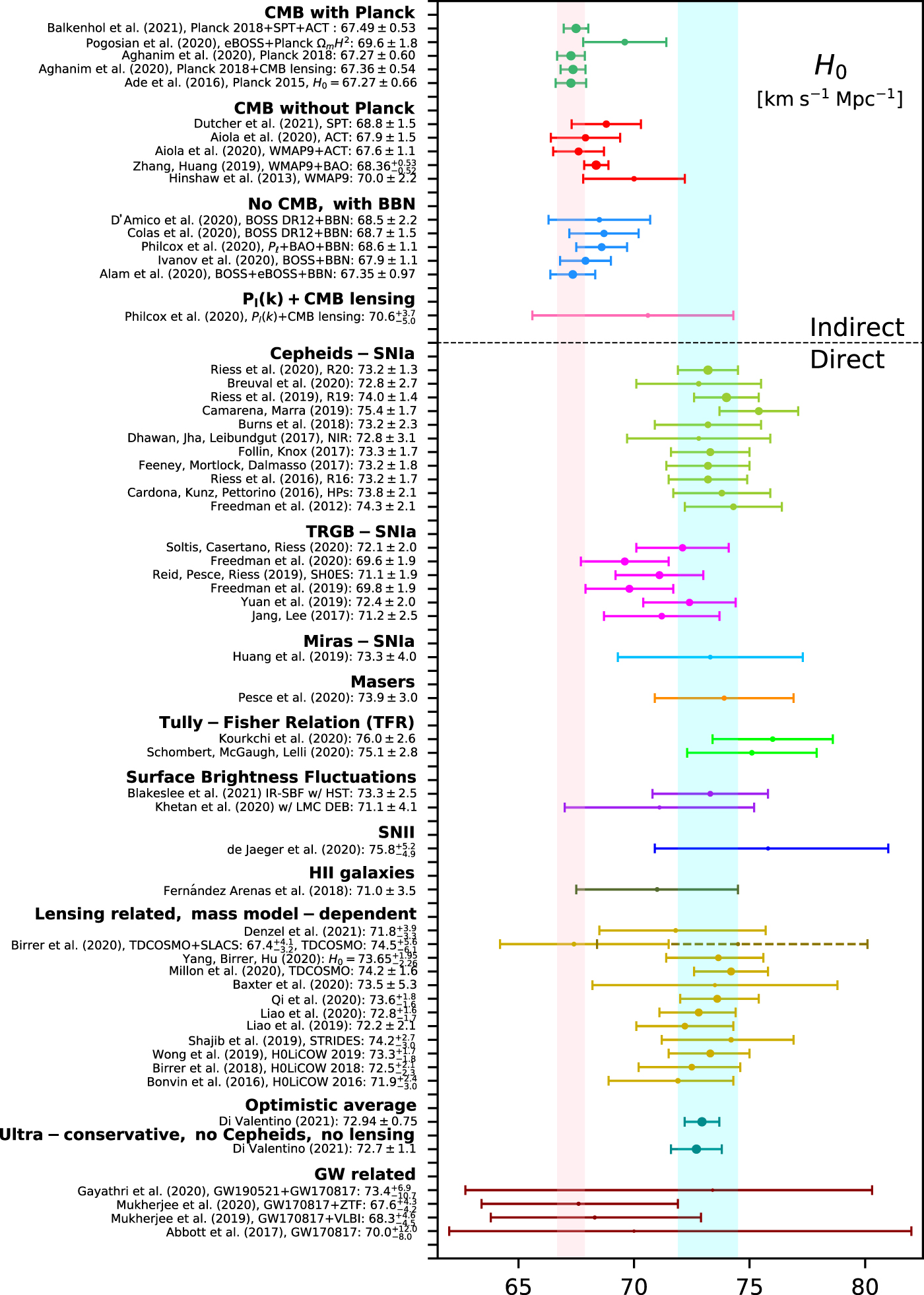
Вимірювання приблизно до 2021 року зі значеннями Planck (2018) і SH0ES (2020), виділеними рожевим і блакитним відповідно

- Методи пізнього Всесвіту - метод який використовувався першим оскільки був технічно можливим. Як було описано вище, заснований на спостереженнях за відносно молодшими зорями та галактиками. І виходячи з закону Габбла для цього методу необхідно мати швидкість досліджуваного тіла та відстань до нього. Найбільші проблеми виникають з точним визначенням останнього.Для цього як правило використовують цефеїди (для відстаней порядку десятків Мпк) та наднові типу Ia (для відстаней порядку тисяч Мпк). Цефеїди періодично-змінні зорі, і чим яскравіші цефеїди, тим повільніше вони пульсують. Використовуючи цей принцип, можливо оцінити абсолютну зоряну величину ще більш віддалених цефеїд на основі частоти їх пульсації та остаточно розрахувати відстань до зірок. Наднові типу Іа набагато яскравіші за цефеїди, тож їх можна побачити на набагато більшій відстані, що дозволяєпоширити свої вимірювання на галактики, розташовані глибше в космосі. Вивчаючи галактики, в яких є як цефеїди, так і наднові зірки типу Іа, вдається визначити зв’язок між яскравістю наднових зірок та їх відстанями.
1. Метод стандартних свічок (Цефеїди, нові зорі, планетарні туманості, кулясті скупчення, флуктуації поверхневої яскравості, D-σ, співвіднощення Таллі-Фішера та інші).
2. Гравітаційне мікролінзування.
3. Злиття нейтронних зір.

## Припущення про наявність напруженості
Причина напруженості Хаббла невідома, і існує багато можливих запропонованих рішень. Найбільш консервативним є те, що існує невідома систематична помилка, яка впливає на спостереження раннього чи пізнього Всесвіту. Незважаючи на те, що це пояснення інтуїтивно привабливе, воно потребує кількох непов’язаних ефектів, незалежно від того, чи є спостереження раннього чи пізнього Всесвіту неправильними, і немає очевидних кандидатів. Крім того, будь-яка така систематична помилка мала б вплинути на кілька різних інструментів, оскільки спостереження як раннього, так і пізнього Всесвіту надходять з кількох різних телескопів.
Крім того, може бути, що спостереження правильні, але якийсь неврахований ефект спричиняє розбіжність. Якщо космологічний принцип виходить з ладу, тоді існуючі інтерпретації постійної Хаббла та напружуності Хаббла мають бути переглянуті, що може вирішити проблему напруженість Хаббла. Зокрема, нам потрібно було б знаходитися в дуже великій порожнечі, приблизно до червоного зміщення 0,5, щоб таке пояснення не суперечило спостереженням наднових і баріонних акустичних коливань. Ще одна можливість полягає в тому, що невизначеність у вимірюваннях могла бути недооцінена.
Нарешті, ще однією можливістю є нова фізика за межами прийнятої на даний момент космологічної моделі Всесвіту, лямбда-моделі. Існує дуже багато теорій у цій категорії, наприклад, заміна загальної теорії відносності модифікованою теорією гравітації може потенційно вирішити напружуність , як і компонент темної енергії в ранньому Всесвіті  темна енергія зі змінним у часі рівнянням стану  або темна матерія, яка розпадається на темне випромінювання. Проблема, з якою стикаються всі ці теорії, полягає в тому, що вимірювання як раннього, так і пізнього Всесвіту спираються на кілька незалежних ліній фізики, і важко змінити будь-яку з цих ліній, зберігаючи їхні успіхи в інших місцях. Масштаби виклику можна побачити з того, як деякі автори стверджують, що лише нової фізики раннього Всесвіту недостатньо; тоді як інші автори стверджують, що лише нової фізики пізнього Всесвіту також недостатньо.

## Використані джерела та посилання
1. ↑  Hu, Jian-Ping; Wang, Fa-Yin (10 лютого 2023). Hubble Tension: The Evidence of New Physics. Universe (англ.). Т. 9, № 2. с. 94. doi:10.3390/universe9020094. ISSN 2218-1997. Процитовано 21 листопада 2024.{{cite news}}:  Обслуговування CS1: Сторінки із непозначеним DOI з безкоштовним доступом (посилання)
2. 1 2  Overbye, Dennis (20 лютого 2017). Cosmos Controversy: The Universe Is Expanding, but How Fast?. New York Times.
3. 1 2 3  Di Valentino, Eleonora; Mena, Olga; Pan, Supriya; Visinelli, Luca; Yang, Weiqiang; Melchiorri, Alessandro; Mota, David F; Riess, Adam G; Silk, Joseph (22 липня 2021). (Macintosh; Intel Mac OS X 10_15_7) AppleWebKit/537.36 (KHTML, like Gecko) Chrome/110.0.0.0 Safari/537.36 Citoid/WMF (mailto:noc@wikimedia.org)&ssu=&ssv=&ssw=&ssx=eyJfX3V6bWYiOiI3ZjYwMDBhOGIwNjNkZC01NWU4LTQwY2ItOTcwYS1lMWIyYjg1OTI2ZDAxNzMyMjA5Mzc5MTUxMC1mNDY3OTQwNjBiMWRkYTVmMTAiLCJyZCI6ImlvcC5vcmciLCJ1em14IjoiN2Y5MDAwNzYzYmY4ZTktMGJiZi00YjYzLTgzMzAtZTI3ZWExYTk1ZTM1MS0xNzMyMjA5Mzc5MTUxMC1kODg4OGQxOWFhYjFkMDU3MTAifQ== In the realm of the Hubble tension—a review of solutions *. Classical and Quantum Gravity. Т. 38, № 15. с. 153001. doi:10.1088/1361-6382/ac086d. ISSN 0264-9381. Процитовано 21 листопада 2024.
4. ↑  Lambda-CDM model. Wikipedia (англ.). 18 листопада 2024. Процитовано 21 листопада 2024.
5. ↑  Abdalla, Elcio; Abellán, Guillermo Franco; Aboubrahim, Amin; Agnello, Adriano; Akarsu, Özgür; Akrami, Yashar; Alestas, George; Aloni, Daniel; Amendola, Luca (2022-06). Cosmology intertwined: A review of the particle physics, astrophysics, and cosmology associated with the cosmological tensions and anomalies. Journal of High Energy Astrophysics (англ.). Т. 34. с. 49—211. doi:10.1016/j.jheap.2022.04.002. Процитовано 21 листопада 2024.
6. ↑  The universe is expanding faster than it should be. web.archive.org. 17 грудня 2021. Процитовано 21 листопада 2024.
7. ↑  Rameez, Mohamed; Sarkar, Subir (5 серпня 2021). Is there really a Hubble tension?. Classical and Quantum Gravity. Т. 38, № 15. с. 154005. doi:10.1088/1361-6382/ac0f39. ISSN 0264-9381. Процитовано 21 листопада 2024.
8. ↑  Vagnozzi, Sunny (10 липня 2020). New physics in light of the H 0 tension: An alternative view. Physical Review D (англ.). Т. 102, № 2. doi:10.1103/PhysRevD.102.023518. ISSN 2470-0010. Процитовано 21 листопада 2024.
9. ↑  Haslbauer, Moritz; Banik, Indranil; Kroupa, Pavel (23 жовтня 2020). The KBC void and Hubble tension contradict ΛCDM on a Gpc scale − Milgromian dynamics as a possible solution. Monthly Notices of the Royal Astronomical Society (англ.). Т. 499, № 2. с. 2845—2883. doi:10.1093/mnras/staa2348. ISSN 0035-8711. Процитовано 21 листопада 2024.{{cite news}}:  Обслуговування CS1: Сторінки із непозначеним DOI з безкоштовним доступом (посилання)
10. ↑  Mazurenko, Sergij; Banik, Indranil; Kroupa, Pavel; Haslbauer, Moritz (23 січня 2023). A simultaneous solution to the Hubble tension and observed bulk flow within 250 h −1 Mpc. Monthly Notices of the Royal Astronomical Society (англ.). Т. 527, № 3. с. 4388—4396. doi:10.1093/mnras/stad3357. ISSN 0035-8711. Процитовано 21 листопада 2024.{{cite news}}:  Обслуговування CS1: Сторінки із непозначеним DOI з безкоштовним доступом (посилання)
11. ↑  Poulin, Vivian; Smith, Tristan L.; Karwal, Tanvi; Kamionkowski, Marc (4 червня 2019). Early Dark Energy can Resolve the Hubble Tension. Physical Review Letters (англ.). Т. 122, № 22. doi:10.1103/PhysRevLett.122.221301. ISSN 0031-9007. Процитовано 21 листопада 2024.
12. ↑  Zhao, Gong-Bo; Raveri, Marco; Pogosian, Levon; Wang, Yuting; Crittenden, Robert G.; Handley, Will J.; Percival, Will J.; Beutler, Florian; Brinkmann, Jonathan (28 серпня 2017). Dynamical dark energy in light of the latest observations. Nature Astronomy (англ.). Т. 1, № 9. с. 627—632. doi:10.1038/s41550-017-0216-z. ISSN 2397-3366. Процитовано 21 листопада 2024.
13. ↑  Berezhiani, Zurab; Dolgov, A. D.; Tkachev, I. I. (22 вересня 2015). Reconciling Planck results with low redshift astronomical measurements. Physical Review D (англ.). Т. 92, № 6. doi:10.1103/PhysRevD.92.061303. ISSN 1550-7998. Процитовано 21 листопада 2024.
14. ↑  Weikang Lin, Xingang Chen, and Katherine J. Mack (17 травня 2021). Solving the Hubble tension might require more than changing the early Universe. astrobites.org. Astrobites.
15. ↑  Vagnozzi, Sunny (30 серпня 2023). Seven Hints That Early-Time New Physics Alone Is Not Sufficient to Solve the Hubble Tension. Universe (англ.). Т. 9, № 9. с. 393. doi:10.3390/universe9090393. ISSN 2218-1997. Процитовано 21 листопада 2024.{{cite news}}:  Обслуговування CS1: Сторінки із непозначеним DOI з безкоштовним доступом (посилання)
16. ↑  Keeley, Ryan E.; Shafieloo, Arman (15 вересня 2023). Ruling Out New Physics at Low Redshift as a Solution to the H 0 Tension. Physical Review Letters (англ.). Т. 131, № 11. doi:10.1103/PhysRevLett.131.111002. ISSN 0031-9007. Процитовано 21 листопада 2024.